# Азербайджанская аграрная наука
Азербайджанская аграрная наука — научно-теоретический журнал Министерства сельского хозяйства Азербайджанской Республики. Вестник сельскохозяйственной науки (ISSN-0205-6976) был основан в 1968 году при Министерстве сельского хозяйства Азербайджанской ССР под названием «Сельскохозяйственные научные новости». Учредителем журнала является Министерство сельского хозяйства Азербайджана. Является одним из республиканских периодических изданий и организует научные и научно-теоретические выпуски в аграрной сфере на основе публикуемых в журнале материалов.

## История
Распоряжением Государственного комитета аграрной промышленности Азербайджанской ССР № 192 N от 11 марта 1990 года название журнала было изменено на журнал «Азербайджанская аграрная наука», и было признано целесообразно выпускать его один раз в месяц в пяти экземплярах печатные страницы в каждом выпуске.
С 1990 года журнал, как и все другие СМИ, работает на хозрасчетной основе. До обретения нашей республикой независимости журнал финансировался из государственного бюджета и выходил шесть номеров в год. В журнале «Сельскохозяйственные научные новости» публиковались статьи и информация о результатах исследований в различных областях сельского хозяйства, материалы по научно-теоретическим проблемам, методическим вопросам и научным дискуссиям, а также критическая и библиографическая информация по другим работам. И ветеринарии, механизации. электрификация сельского хозяйства, лесного хозяйства и агромелиорации, гидротехники и мелиорации, экономики и организации производства и др. В проекте бюджета 1992 г. прекращено субсидирование газет и журналов, финансируемых из республиканского бюджета. Журнал должен был работать за счет экономики. Решением Кабинета Министров Азербайджанской Республики № 190 от 16 декабря 1999 года на базе Научно-исследовательских институтов г. Министерство сельского хозяйства и журнал «Азербайджанский аграрный научный» вошли в состав Научного центра.

## Деятельность
- Журнал активно участвует в освещении научных и производственно-экономических вопросов общественной жизни.
- Журнал ведется в научно-исследовательских институтах и других аграрных исследовательских и образовательных учреждениях Министерства сельского хозяйства с целью повышения плодородия важных сельскохозяйственных земель страны, защиты, сохранения и использования биоразнообразия, создания новых высокоурожайных сортов и пород сельскохозяйственных культур и домашнего скота, передовые технологии. Подготовка и публикация статей сельскохозяйственных предприятий, институтов, преподавателей вузов, ученых, диссертаций, докторов наук.
- Журнал предназначен для пользователей-исследователей, преподавателей сельскохозяйственных вузов и колледжей, а также специалистов и руководителей сельского хозяйства.
- Журнал нацелен на повышение уровня исследований в сельскохозяйственных научно-исследовательских подразделениях, на успешное решение насущных проблем, на научную доработку и внедрение новых передовых методов и технологий в хозяйствах республики.
- Обязанности и задачи журнала определяются учредителем и реализуются редакцией.
- Журнал «Азербайджанская аграрная наука» с постоянным названием издается не менее 6 раз в объеме 7 печатных страниц.
- Материалы журнала издаются на азербайджанском и русском языках.
- Публикуемые журналы были расширены между исследовательскими институтами и другими учреждениями в соответствии с подписанным соглашением.[3]

## Коллектив
Главный редактор: Амал Гасанлы
Заместитель директора по научной работе: Рахиль Наджафов
Ответственный секретарь: Араз Нагизаде
Ответственный секретарь: Гульчин Тагиева

## Структура
- сельское хозяйство
- Скотоводство
- Ветеринария
- Защитные и технические растения
- Фрукты и чай
- Виноградарство и энология
- Овощеводство

## Темы
- Исследование и использование весенне-осенних характеристик местных сортов пшеницы Азербайджана в селекции.
- Изучение количественных и качественных характеристик гибридов мягкой пшеницы.
- Изучение засоленности почв на основе геоинформационных технологий.
- Роль севооборота в создании биологического разнообразия